# Юрий Мажуга
Юрий Мажуга (на украински: Юрій Миколайович Мажуга) е известен украински актьор. Народен артист на СССР (1981).

## Филмография
- 1955 – Костёр бессмертия – студент
- 1956 – Когда поют соловьи – Василий Мороз
- 1957 – Правда – Вася
- 1957 – Рождённые бурей – Щавел
- 1958 – Город зажигает огни – Митя, продавец тапочек
- 1958 – Огненный мост – Мазюра
- 1959 – Катя-Катюша – Жора
- 1964 – Лушка – Бычок
- 1965 – Родник для жаждущих – Петро
- 1967 – Скуки ради – Матвей Егорович
- 1969 – Ну и молодёжь! – войник
- 1972 – За все в ответе – Максим Петров
- 1972 – Тихие берега – Иван Лукич
- 1974 – Рассказы о Кешке и его друзьях – Мирон Александрович („Усатый“)
- 1974 – Мечтать и жить – Сукач
- 1974 – Трудные этажи – Самородок
- 1974 – Факел (фильм-спектакль)
- 1975 – Там вдали, за рекой – Тараканов
- 1975 – Волны Чёрного моря – поручик Хвощин
- 1975 – Ральф, здравствуй! (киноалманах) – епизод
- 1976 – Быть братом – Павлиш
- 1976 – Город с утра до полуночи – Максим Максимович
- 1976 – Огненный мост – епизод
- 1977 – Рождённая революцией (8, 10 серии) – милиционер М. Санко
- 1977 – Красные дипкурьеры – есаул Максименко
- 1977 – На короткой волне – Шидловский
- 1977 – Странная женщина – Степан Кузьмич, приятел Андрея
- 1977 – Хомут для Маркиза – Потейкин, милиционер
- 1977 – Сапоги всмятку – Индюков, антрепренер
- 1978 – За всё в ответе – Михаил Михайлович
- 1978 – Неудобный человек – Афонин, началник цеха
- 1978 – Подпольный обком действует – Семён Бессараб
- 1978 – Хозяйка (фильм-спектакль)
- 1979 – Полосока нескошенных диких цветов – Антон Герасимович Тритузный
- 1979 – Кто ходит по бревну (короткометражный)
- 1979 – Кто берет барьеры – роль
- 1979 – Скрытая работа – Всеславский
- 1980 – Депутатский час – Курков
- 1980 – Второе рождение – Самохин, следователь
- 1980 – Дударики – эпизод
- 1980 – Неоконченный урок – Журавков
- 1982 – Житие святых сестёр – Мардарий
- 1982 – Трест, который лопнул – Билл Хамбл, шериф
- 1983 – Миргород и его обитатели – Иван Никифорович
- 1984 – Канкан в английском парке – Иван Качур, свещеник
- 1986 – Игорь Саввович – Николаев
- 1986 – К расследованию приступить (Фильм первый. „Версия“) – Сташков
- 1988 – Штормовое предупреждение – Иван Харитонович Турчак
- 1989 – Торможение в небесах – Бареев
- 1990 – Овраги – Догановский
- 1990 – Уроки в конце весны – Львовский
- 1990 – Фуфель – Павел Петрович, прокурор
- 1991 – Казаки идут – Сом
- 1991 – Убить „Шакала“ – проводник 5-го вагона
- 1992 – В той области небес… – Георгий Адамович
- 1992 – Аль Шаула (незавършен)
- 1993 – Вперед, за сокровищами гетмана! – рол
- 1993 – Стамбульский транзит – Юрий Николаевич Шавкута
- 1994 – Притча про светлицу – рол
- 1995 – Осторожно! Красная ртуть! – Филипп Петрович
- 1997 – Святое семейство – рол
- 1998 – С вами опасно иметь дело – рол
- 2001 – Вечера на хуторе близ Диканьки – пан голова
- 2002 – Кукла – влиятелно лице
- 2007 – Здравствуйте Вам! – смотритель лодочной станции